# Tanganoides mcpartlan
Tanganoides mcpartlan là một loài nhện trong họ Amphinectidae. Loài này phân bố ở Tasmanië.